# Montatheris hindii
Montatheris hindii är en ormart som beskrevs av Boulenger 1910. Montatheris hindii är ensam i släktet Montatheris som ingår i familjen huggormar. Inga underarter finns listade i Catalogue of Life.
Arten förekommer i Kenya och kanske i andra regioner i östra Afrika. Den når i bergstrakter 3500 meter över havet. Montatheris hindii är bara upp till 30 cm lång. Den vistas i myr i bergstrakter. Ormen äter troligen grodor och mindre ödlor. Honor föder levande ungar (ovovivipari).